# Oldenklooster (Eemsdelta)
Oldenklooster is een gehucht op de wierde Feldwerd in de gemeente  Eemsdelta in het noorden van de Nederlandse provincie Groningen. Het gehucht ligt ten noordwesten van het dorp Holwierde en iets ten noorden van Krewerd en bestaat uit een aantal boerderijen.
Ten zuiden stroomt de rivier de Leege Maar, die naar het westen toe in verbinding staat met de Losdorpermaar en de Godlinzermaar en naar het zuiden toe met de Krewerdermaar (verbonden met de Groote Heekt).

## Geschiedenis
De wierde dateert vermoedelijk uit het begin van de jaartelling en is gevestigd op een oude kwelderrug. Oorspronkelijk mat de wierde 200 bij 275 meter en was ovaalvormig.

### Klooster Feldwerd
Vermoedelijk rond 1183 werd het Benedictijnse dubbelklooster Feldwerd of Feldwirth op de wierde gesticht door de heilige Hatebrand van het Aartsbisdom Utrecht als een van de eerste kloosters van de Ommelanden. Het klooster was gewijd aan Maria, Petrus en Paulus. Ter onderscheiding met het in 1204 gestichte nabijgelegen Nijenklooster zal het ter onderscheiding wellicht Oldenklooster (Oldeclooster te den Damme) zijn genoemd, een naam die reeds op een kaart uit 1559 voorkomt en daarmee de naam Feldwerd verdringt. De wierde werd voor de aanleg van de kloostergebouwen (die op het westelijk deel stonden) vergraven tot een rechthoekige vorm. Op de wierde zullen in elk geval een kerk, twee kloostergebouwen (met onder andere een scriptorium), een huis voor de abt, een muur en poort, een aantal boerderijen, een brouwhuis met stallen waar mestvee en varkens konden worden gehouden en wellicht een molen met molenhuis hebben gestaan. Bij het klooster lag ook een dobbe. In 1226 was het klooster een van de geldschieters voor de vloot die vanaf Borkum vertrok voor de Zesde Kruistocht. Feldwerd groeide tegen 1400 uit tot een van de rijkste kloosters van De Ommelanden. Ailke van Feldwerd was toen betrokken bij het opstellen van het Fivelgoër Landrecht. Ook zat het klooster in het bestuur van het Generale Zijlvest der Drie Delfzijlen.
De omgeving van het klooster moet oorspronkelijk tot het Westerambt van Fivelingo hebben behoord, maar werd al vroeg bij het kerspel Holwierde gevoegd, samen met de dorpen Katmis en Nes (Delfzijl). Het klooster had echter - volgens parochielijsten van omstreeks 1475 en 1559 - de status van een zelfstandige parochie, waartoe wellicht ook de pachters van het klooster werden gerekend.
In 1581 werd het klooster getroffen door de bliksem, die veel schade veroorzaakte. In 1583 of 1584 werd het klooster geplunderd door de watergeuzen. In 1588 werd het klooster uiteindelijk verlaten nadat de bliksem in de kloosterkerk was geslagen. De bewoners vertrokken naar het refugium aan de Jacobijnerstraat Noordzijde.
In 1594 werd het klooster samen met de 1200 hectare (2600 verspreide grazen en deimten) land die bij het klooster behoorde geconfisqueerd bij de reductie. De gebouwen werden daarop niet meteen afgebroken. In de kerk werden nog steeds diensten voor de inwoners van het klooster en de omwonenden. Dit gebeurde door de hervormde predikant van Holwierde en later Bierum. In 1608 overleed de laatste abt en bleven nog drie nonnen over. Nadat ook de laatste subpriorin overleed en nog twee nonnen achterbleven werd besloten om de overblijfselen van Hatebrand, die in het klooster werden bewaard, over te brengen naar een veiliger plek om te voorkomen dat ze eventueel zouden worden bezoedeld door de hervormden. In 1609 was het Twaalfjarig Bestand actief en konden met behulp van de ingeroepen Damster koopman Nicolaas Jaspers de overblijfselen van Hatebrand worden overgebracht naar katholiek Antwerpen. Het klooster werd daarop in 1617 opgeheven en waarschijnlijk daarna afgebroken. Jezuïet Franciscus Mijleman stelde in 1664 dat het orgel van het klooster herbruikt was in de Sebastiaankerk van Bierum, maar een technische beschrijving van dit orgel is niet overgeleverd.

### Latere geschiedenis

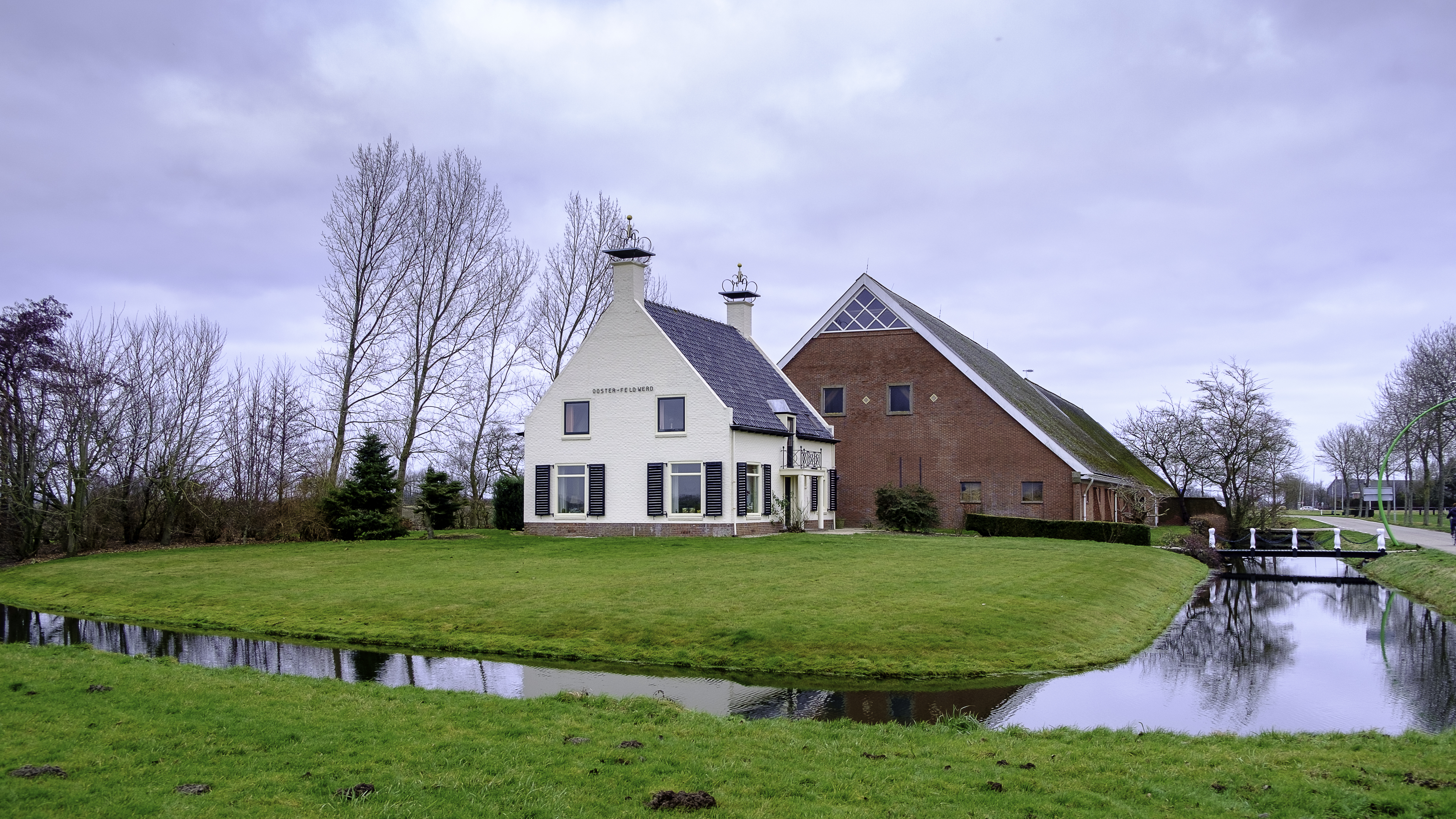
Boerderij Ooster-Feldwerd uit 1841. De boerderij werd zwaar beschadigd tijdens de beschietingen door de Duitse Batterie Nansum tijdens de gevechten om de Zak van Delfzijl in 1945 en werd daarna herbouwd.

In de loop der eeuwen bleef de bebouwing op de wierde beperkt tot een aantal boerderijen en huisjes. Rond 1895 werd het westelijk deel van de wierde door boer Steenhuis deels afgegraven en verkocht als wierdegrond. Daartoe werd de Leege Heekt doorgetrokken tot in de afgegraven wierde en werden diverse korte wijkjes op gegraven, die er decennia later nog lagen. De oude schipsloot waaraan de wijken grensden wordt nog steeds gebruikt als sloot en werd in 1997 weer uitgegraven. Bij de afgravingen van eind 19e eeuw zouden enkele tientallen skeletten, een grafkist met een skelet erin, een sabel en een aantal gebruiksvoorwerpen zijn gevonden. In 1939 werden in een sloot nog meer menselijke botten, alsook een fundering met kloostermoppen gevonden. Het westelijk deel van de wierde werd in 1976 en 1977 met een bulldozer verder afgegraven en verkocht en vervolgens geëgaliseerd. Alleen het oostelijk deel van de wierde, waarop altijd boerderijen hebben gestaan, is hierdoor nog intact. In 1997 werd de wierde deels hersteld door de vroeger gedempte dobbes opnieuw uit te graven, de schipsloot en een deel van de oude kloostergracht uit te graven, natuurvriendelijk oevertalluds aan te leggen en met de uitgegraven grond het reliëf van de wierde te versterken. Bij de werkzaamheden werd ook een afvalput uit het begin van de jaartelling gevonden. De wierde is aangewezen als rijksmonument.

## Oosterfeldwerd
Ten noordoosten van de wierde stond aan een hoek van de Feldwerderweg tot in de 19e eeuw de omgrachte vroegere kloosterboerderij Oosterfeldwerd (of Ooster-Feldwerd), die later werd verplaatst naar Holwierde (Bierumerweg 1). Tussen 2000 en 2006 werd de rijksweg N33 over het oude perceel aangelegd om zo een rondweg om Holwierde te creëren.
Groningen: Steden en dorpen      Nederland: Provincies · Gemeenten